# Lactobacillus paracasei
Lactobacillus paracasei (лат.) — грамположительный вид молочнокислых бактерий, который используется в ферментации молочных продуктов. В организме человека встречается преимущественно в кишечнике и в ротовой полости. К настоящему времени известны 34 штамма L.paracasei. Шестнадцать из этих штаммов были выделены из молочных продуктов, десять из растений и восемь из желудочнокишечного тракта человека и животных . L. paracasei отличается от Lactobacillus casei и Lactobacillus rhamnosus характерным профилем ферментации различных субстратов. Определенные штаммы L. paracasei, характеризующиеся повышенной устойчивостью к воздействию среды желудка и кишечника (например, CNCM I-1572) используются в клинической практике как пробиотики.

## Физиология
L.paracasei - грамположительный, факультативно гетероферментативный, не образующий спор микроорганизм . Лактобациллы L.paracasei характеризуются палочковидной формой, 2,0-4,0 мкм в длину и 0,8-1,0 мкм в ширину, могут существовать либо в одиночной форме, либо в виде бактериальных цепочек .  L.paracasei оптимально растет в диапазоне температур от 10 до 37 ° C. Рост  популяции L.paracasei не отмечен при температуре более  40°C ; при 72°C L.paracasei выживает в течение 40 секунд . 

## Геномика
Геном L.paracasei содержит кольцевую ДНК и незначительно варьирует среди различных выделенных штаммов. В среднем геномы составляют от 2,9 до 3,0 миллионов пар оснований (Mb). Он имеет содержание GC от 46,2 до 46,6% и, по прогнозам, кодирует от 2800 до 3100 белков. Различие в геномах этих штаммов заключается в различных клеточных оболочках, секреторных белках и полисахаридах. Многие из обычно кодируемых белков представляют собой гидролазы клеточной стенки, связанные с поверхностью клетки, которые защищают клетку от апоптоза. Было показано, что эти ферменты обеспечивают защиту эпителиальных клеток человека .

## Филогения
L.paracasei относится к Firmicutes, семейство Lactobacillaceae . Вопросы номенклатуры L.paracasei были предметом интенсивных дебатов вследствие высокой фенотипической схожести L.casei и L.paracasei  и высокой схожести как отдельных фрагментов генома (например, последовательности 16S РНК, которая часто используется для генотипирования бактерий), так и всего генома в целом (более 90%) . Выработаны дифференциальные критерии для различения L.casei, L.paracasei и L.rhamnosus, основанные на уникальных потребностях каждой из разновидностей в составе питательной среды и других условий роста бактерий . Например, L.paracasei более теплостойкие, характеризуются более высокой протеолитической активностью  и др.

## Клинические приложения
L.paracasei является частью нормальной микробиоты кишечника человека и проявляет свойства пробиотика . Систематический обзор предоставил существенные доказательства полезных клинических и иммунологических эффектов штамма L.paracasei LP-33 при лечении аллергического ринита . L.paracasei IMPC2.1 может быть химиопрофилактическим средством в желудочно-кишечных клетках . Штамм L.paracasei 8700:2 ингибирует Salmonella enterica и Helicobacter pylori, два патогенных микроорганизма, обычно встречающиеся в желудочно-кишечном тракте, быстро растет на пребиотиках олигофруктоза и инулин . Штамм L.paracasei CNCM I-1572 (L.casei DG) входит в состав пробиотических продуктов в эффективных дозировках (1…25 млрд КОЕ/сут), хорошо выживает в условиях ЖКТ, поддерживает положительную микробиоту ЖКТ и тормозит рост патогенных бактерий, проявляя терапевтическое действие при язвенном колите, дивертикулярной болезни кишечника и синдроме раздраженного кишечника.